# 伊斯蘭藝術

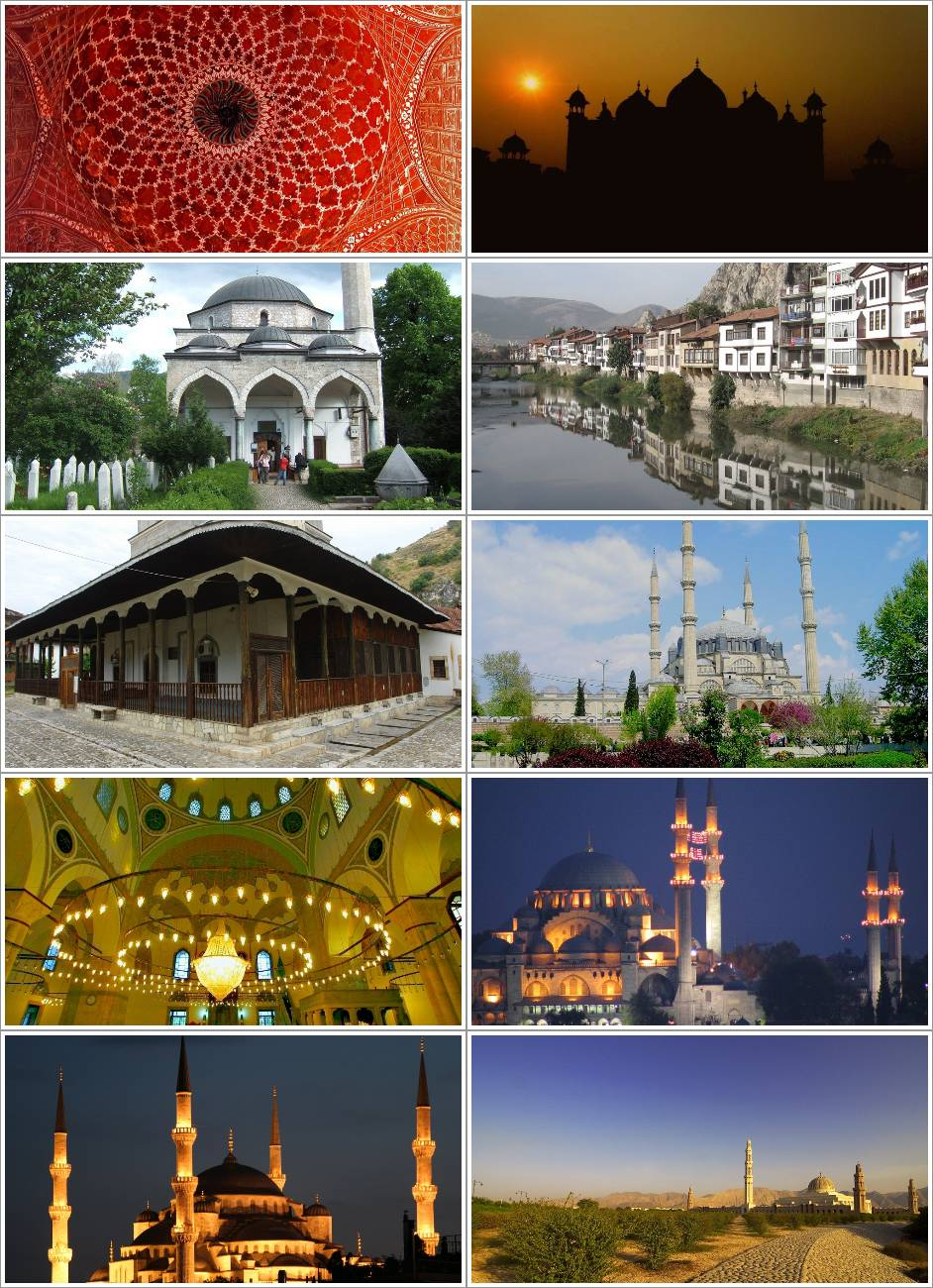
伊斯兰建筑艺术

伊斯蘭藝術是指自公元7世纪以来，在受到伊斯兰文化所影响的穆斯林聚集区内产生的（不单仅指穆斯林民众所创作的）一种视觉艺术风格。包括建筑物、书法、绘画以及陶艺等诸多表现方式。伊斯兰艺术中除了阿拉伯风格外，也有众多非阿拉伯元素:12。

## 风格概述
伊斯兰教的核心则是真主唯一，而祂无处不在却又无形无相，无始无终的特性，使得在伊斯兰教中最不可饶恕的罪恶就是偶像崇拜。圣训中有明确指示：表现人类和动物是真主独享之特权，而侵犯特权的造型者（包括雕塑家和画家）则会在审判日接受最严厉的处罚。这种严格的信条导致了伊斯兰艺术走上了象征与装饰化的发展道路。
伊斯蘭藝術的發展源於羅馬和早期基督教藝術，而拜占庭風格也被帶入了早期伊斯蘭藝術和建築中；前伊斯蘭的波斯薩珊王朝藝術；中亞地區多次的遊牧民族入侵也將其藝術形式帶入；而伊斯蘭的繪畫、瓷器、和紡織則受到來自中國的重要影響。在伊斯蘭藝術中有許多反覆出現的元素，例如重複的幾何圖形或植物的設計，是所謂的阿拉伯式花紋。伊斯蘭藝術中阿拉伯式花紋常象徵阿拉卓越、不可分割、無窮無盡的本質。另有說法表示這些重覆花紋是藝術家相信唯有阿拉能創造出完美，而意圖顯示謙卑的一種形式。

## 分类

### 建筑

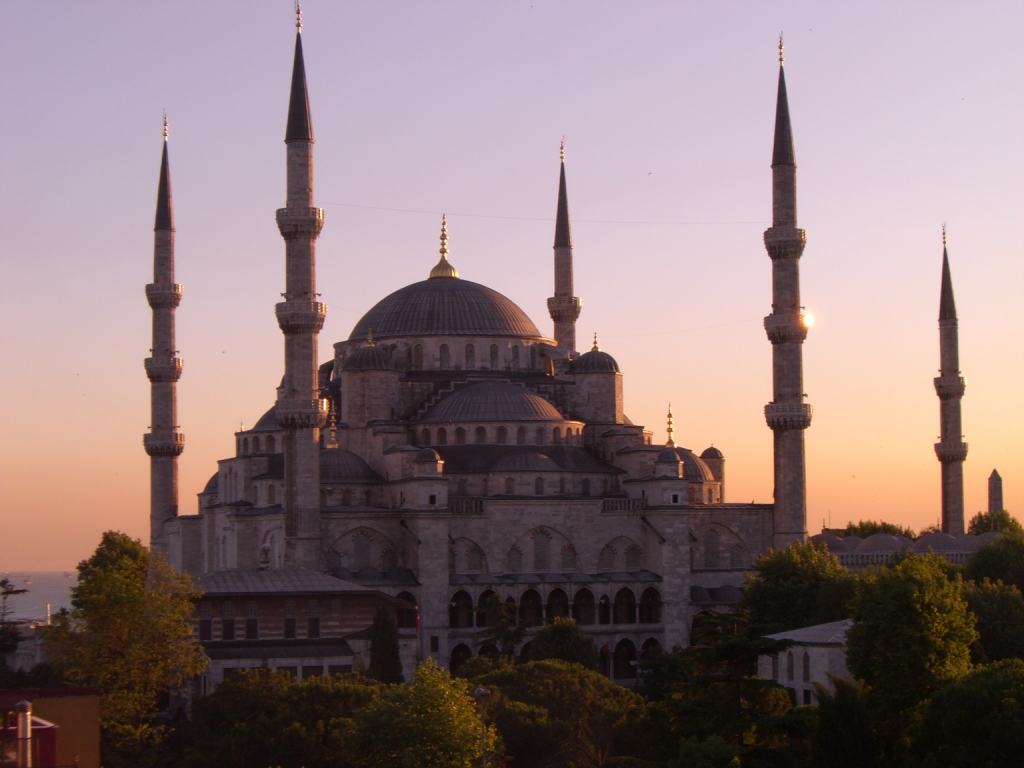
薄暮中的伊斯坦堡蘇丹艾哈邁德清真寺

建筑艺术是伊斯兰艺术的主体，在中世纪的阿拉伯国家和其他伊斯兰国家，同世界各国一样，因宗教生活的需要以及工商业的发展，建筑逐渐受到了重视。而由于伊斯兰教禁止偶像崇拜的性质，其他具象的宗教艺术形式都在一定程度上受到了限制，而建筑及其相关的装饰艺术则成就斐然。伊斯兰建筑有相对一致的形制，又因地域和民族的不同，带有相对的独特气息。这使得伊斯兰建筑体系统一而多元:12。
伊斯蘭藝術最重要的表徵或許就是建築，尤其是清真寺（四個尖塔和多柱的形式）。伊斯蘭文明中不同的文化都在這些雄偉的建築中表現出來。例如在北非和西班牙的伊斯蘭建築具有羅馬-拜占廷風格，如格拉納達的阿爾罕不拉宮，或哥多華的大清真寺。伊斯蘭建築中，圓頂是一個重要元素並被運用了數個世紀。最早存留下來的圓頂是西元691年建造的「圓頂清真寺」，另外一個顯著的例子是17世紀泰姬瑪哈陵的圓頂。19世紀後，伊斯蘭的圓頂也被融合至西方的建築之中。

### 书法
伊斯兰书法，是伊斯兰艺术构成中不可或缺的一部分。在《古兰经》中约有一百多处提及书法，伊斯兰书法被赋予了宗教的神圣色彩。公元650年左右，第三任哈里發奥斯曼·本·阿凡统一了《古兰经》各个版本，阿拉伯文因此产生与传播，伊斯兰书法即随之产生。在公元8世纪，我们已经可以看到用于抄写《古兰经》的各式各样的伊斯兰书法。書法在伊斯蘭藝術中是無所不在的，通常是用來表現可蘭經的經文和歷史的銘文。兩種主要的字體稱為「庫法」和「納斯克」字體，用來裝飾或凸顯建築的牆壁、圓頂、以及清真寺的宣禮台。另外一些小巧的藝術品，如裝飾書本、硬幣、水壺還有香爐等等，也經常以書法裝飾。

### 绘画
由于《古兰经》中的声明，伊斯兰教对于绘画一向管制较为严格。直至20世纪初期，伊斯兰国家政府才鉴于社会发展逐渐解禁具象绘画艺术。不过对于真主以及先知而言，是绝对不可画出其圣像的。

### 织毯
沒有任何伊斯蘭藝術觀念比起地毯更為人所知的了，其常被稱為東方地毯。 地毯在穆斯林的生活中是多功能的，從鋪地板到作為建築裝飾，從當作座墊、靠枕、袋子或睡墊，也可以是宗教物品（例如祈禱的地毯，提供了一個乾淨的空間禱告）。地毯的編織是如此豐富又深切的嵌入伊斯蘭的傳統社會中，在城市之中和鄉村地區的游牧營地一樣可見。在過去，有些特別的地毯製造工廠甚至直接贊助或受僱於宮廷。

### 陶瓷
從八到十八世紀，陶器上釉在伊斯蘭藝術中相當普遍，通常是為了讓陶器更加精緻。利用錫釉讓陶器變的光滑是最早的製陶技術之一，第一件伊斯蘭的藍色上釉陶器是在巴斯拉發現的，大約成品於西元8世紀。另外西元9世紀再伊拉克發展出濕黏土製陶技術。第一個工業化的玻璃和陶器製造廠建立於8世紀的敘利亞Ar-Raqqah。其它伊斯蘭世界的製陶重鎮包括法斯達特( 西元975年到1075年)、大馬士革(西元1100年至大約1600年) 和伊朗的大不里仕(西元1470年到1550年)。
西班牙- Moresque風格在八世紀的安達魯西亞地區出現，是一種以白色錫-釉使陶器不透水再鍍上金屬光澤的製陶技術，在伊斯蘭統治的西班牙發明，並由摩爾人傳入歐洲。西班牙- Moresque由於伊斯蘭的裝飾風格而和基督教世界生產的陶器有所區別。

## 历史
在伊斯蘭快速向外擴張的時代也開始了藝術的發展。早期伊斯蘭文化的地理界限在今日的敘利亞一帶，但要區分早期的伊斯蘭物件和波斯、薩珊藝術、拜占庭藝術是很困難的。在今日的羅浮宮中保存的一件未上漆的小陶碗，仍被歸類於伊斯蘭的時代，而植物的主題也是該時期的重要特徵。來自薩珊王朝藝術的影響傳統上將國王描繪成戰士，而獅子是一種高貴及勇猛的象徵。貝都因人的民族傳統代表了地理上的本土藝術領導地位，而金屬和硬幣的鑄造則是和拜占庭帝國交易的重要物品。

### 伍麥葉藝術
在伍麥葉王朝時期，一些宗教建築的新觀念和計畫被付諸實行。因此阿拉伯的多柱式和中庭的設計在大馬士革的大清真寺（由哈里發瓦利德在715年完成）真實呈現了，它是蓋在城市中最神聖的地方--原本朱彼特神殿和後來的聖約翰大教堂的地基之上。這座建築為日後阿拉伯建築藝術的里程碑與典範。耶路撒冷的圓頂清真寺是伊斯蘭建築中最重要的範例之一，受到拜占庭的強烈影響（在金色的背景上襯托馬賽克拼貼，而集中式的設計則讓人一起這是聖墓教堂），然而他已經包含了充分的伊斯蘭元素，例如美麗的帶狀銘文。在約旦和敘利亞的一些沙漠宮殿（如Mshatta, Qasr Amra, 和 Khirbat al-Mafjar）有哈里發的生活起居室、接見大廳、和浴室，並以皇室奢華的風格裝飾。在伍麥葉王朝時期的藝術家和工匠並沒有發明新的辭彙，而是接受了古代伊朗和地中海沿岸的風格並融入自己的藝術概念之中。例如大馬士革清真寺中的馬賽克鑲嵌畫是承襲拜占廷風格，但圖案的內容則以植物和城市來取代。結合了沙漠宮殿以及各種他們遺留下來的傳統，藝術家們一點一滴的將圖案和建築元素創造成典型的穆斯林藝術，特別是在紀念建築以及可蘭經裝飾上識別性相當高的阿拉伯花紋美學風格。

### 阿拔斯藝術
阿拔斯王朝（西元750—1258年）見證了首都從大馬士革遷移到巴格達，再從巴格達到薩瑪拉。 政治、文化與藝術都隨著遷都到巴格達而受到影響，藝術史學家Robert Hillenbrand (1999)表示巴格達是「伊斯蘭的羅馬」，因為在地理上遭遇伊朗、歐亞大草原、中國和印度的影響而創造出伊斯蘭藝術的典範。傳統上承襲歐洲拜占廷、和希臘羅馬的部份則被抦棄了，九世紀的歷史學家al-Ya'qubi則稱巴格達為「世界的中心」。巴格達的古代城市因埋藏在現代城市之下故無法被順利挖掘，但薩馬拉可以，而且薩馬拉以灰泥粉飾藝術的孕育而聞名。粉飾藝術的主題在薩馬拉及其他地方的建築皆可見，同時也再從埃及到伊朗的可攜帶的物件，如木材中被發現。薩馬拉見證了伊斯蘭藝術一個新時代的來臨，多色的灰泥彩繪以及包含試驗性的新雕刻與鑄造風格。薩馬拉的大清真寺就是在當時的新首都所建造，曾一度為世界最大的清真寺。其他在阿拔斯王朝建造的主要清真寺包括開羅的伊本．圖侖清真寺，伊拉克的阿布．達拉夫清真寺，突尼斯的大清真寺，以及凱魯萬的大清真寺。在阿拔斯時期有兩件製陶藝術的創新：彩陶的發明、和金屬光澤的陶器。對金銀的禁止使用促成了金屬光澤陶器的發展，混合硫磺和以赭土和醋混合金屬氧化物，塗繪上已經上釉的器皿並再燒製一次。這樣做很昂貴且在窯中的二次處理相當困難，但是為了取代中國瓷器的需求促成了該項技術的發展。

### 中古時期（九到十五世紀）
西元九世紀開始，阿拔斯王朝統治權從伊拉克轉為各省分的爭奪。從什葉派王朝的創造，北非的法蒂瑪王朝，接著是西班牙的伍麥葉王朝，還有伊朗的獨立的小王國。

#### 西班牙和瑪格雷布
第一個在西班牙（安達魯西亞）建立的伊斯蘭王朝是西班牙的伍麥葉王朝，如同其名稱，他們是從敘利亞的伍麥葉王朝撤退而來。西班牙的伍麥葉王朝凋零後被不同的獨立王朝所取代，如taifas (1031-91)，但是藝術作品則和伍麥葉王朝沒有明顯不同。在11世紀末，兩個叫做Almoravids和 Almohads的伯伯爾部族俘虜了西班牙和瑪格雷布的首領，並帶入了馬格雷布的藝術影響。西班牙的伊斯蘭統治者，格拉那達的Nasirid王朝，在基督徒的君王的軍事勝利下在1492年結束了在西班牙的統治。安達魯西亞在中古世紀是文化的中心。除了大學以外，他同時也是哲學、科學、和藝術的重鎮，在建築方面，有科多華的大清真寺，還有較小但不容被遺忘的紀念碑，如托雷多的Bab Mardum，或是哈里發的城市麥地那．阿茲哈拉，以及之後聲名遠播的格拉那達把爾罕布拉宮。

#### 埃及與敘利亞
法蒂瑪王朝在西元909到1171年間統治埃及，因政治紛擾將工藝及之是從巴格達帶入開羅。
1070年，塞爾柱成為在穆斯林世界中主導的政治力量，從巴格達解放出來後，在曼齊克特戰役打敗了Byzanties，在國王統治的馬利克的塞爾柱中，將同時期在敘利亞的建築延續發揚。atabegs（塞爾柱王子）上台，利用了與法蘭克十字軍的衝突，在1171年，薩拉丁攻占了法蒂瑪埃及，並短暫登上了艾優卜王朝的寶座。這一時期值得注意的是創新，冶金和廣泛的製造大馬士革鋼劍，匕首和生產陶瓷，玻璃和金屬製品等高品質的藝品生產過程中沒有中斷，而彩釉玻璃成為另一項重要的工藝。
在1250年從 Ayyubids開始馬穆魯克王朝控制埃及，1261年在敘利亞著名的統治者是Baibars。嚴格來說，馬穆魯克王朝不維持父系繼承模式，事實上，馬穆魯克人釋放了土耳其和高加索的奴隸，該政治的模式為政府持續了三個世紀，直到1517年，並產生了大量的建築項目（成千上萬的建築物在此期間建造），而最引人注目的奢華藝術，主要是彩釉玻璃和金屬製品，令人憶起中世紀的埃及黃金時代。

#### 伊朗與中亞
在伊朗和印度北部的塔希爾王朝、薩曼尼德帝國、加茲納維德和古尔王朝在10世紀時互相爭奪權力，藝術在這次競爭中是一個重要的元素。偉大的城市如沙布爾和加茲尼建設而成，而伊斯法罕的大清真寺數百年來斷斷續續地興建。陵墓建築也在醞釀成熟，而陶藝發展以獨特風格發展：在黃底的基礎上加上千變萬化的裝飾，或大理石裝飾在多層釉彩的繪畫下。
塞爾柱，是從今日的蒙古地區突厥游牧民族的起源，出現在伊斯蘭的歷史舞台上直到西元10世紀。他們在1048年攻佔了巴格達，1194年在伊朗下台之前，較小的獨立主權國家在12世紀末到13世紀初，不斷的有“塞爾柱”工程持續生產。在他們的時代中，中心文化包括政治和藝術生產的轉移，在伊朗各處，從大馬士革和巴格達，到梅爾夫，沙布爾，拉伊和伊斯法罕。
由於經濟增長和新的城市財富造成需求擴大，也更注重對一般顧客的碑文建築，例如，蘇丹，大臣或較低級別的官員會在清真寺的銘文經常被提到。與此同時，因商人和專業人員在大眾市場的增長生產使得藝術銷售更加普遍。由於產量增加，許多文物倖存下來的塞爾柱時代，可以容易的訂出時序。根據第一次塞爾柱“伊朗計劃”的清真寺的建築，包括為商隊旅客和他們的牲畜住宿的地方稱為商隊驛站，一般顯示出實用性質與瓦礫磚石，堅固的防禦工事，而不是裝飾性建築，也非以舒適為要件。另一個重要建築的趨勢出現在塞爾柱時代的發展，包括墓陵塔，如Gunbad-i-qabus（約 1006-7年）（展示了拜火教的主題）和圓頂廣場，其中一個例子是布哈拉薩瑪尼德的陵墓（大約 943年）。
13世紀時蒙古人在成吉思汗的領導下，席捲了伊斯蘭世界。當成吉思汗去世後，他的帝國在他的兒子被劃分開來也形成了許多王朝：包括在中國元朝的在伊朗地區的伊兒汗國和在伊朗北部和俄羅斯南部的金帳汗國。